# Parque metropolitano Bosque de San Carlos
El Parque Metropolitano Bosque de San Carlos es un parque urbano que se encuentra ubicado en el Barrio Bosque de San Carlos de la localidad de Rafael Uribe, en Bogotá, Colombia. Se ubica entre las carreras 13 y 13A y las entre calles 27 A y 34 bis sur. Las comunidades de los barrios Pijaos, San José, Gustavo Restrepo, Colinas, Quiroga, Bosque de San Carlos y Country Sur son los principales visitantes del lugar.

## Características
Se encuentra en un proceso de remodelación desde el año 2006 al cual se le han realizado diversas jornadas de plantación de nuevos árboles y además se ha promovido actividades educativas y recreativas en torno a la importancia del medio ambiente en la comunidad. El Jardín Botánico José Celestino Mutis ha aportado su esfuerzo en lograr estos objetivos. Hoy en día se estima que cuenta con 800 árboles plantados desde 1998 gracias al plan de mantenimiento sanitario y físico del lugar.
Desde 2003, el Departamento Técnico Administrativo del Medio Ambiente (hoy Secretaría Distrital de Ambiente) se encarga de la administración del parque junto al apoyo del Instituto para la Recreación y el Deporte. Este acuerdo fue protocolizado bajo el Decreto 381 de 2003.